# Londyn Zewnętrzny
Londyn Zewnętrzny (ang. Outer London) to grupa dzielnic Londynu będąca częścią Wielkiego Londynu (Greater London) otaczająca dzielnice Londynu Wewnętrznego (Inner London).

Londyn Zewnętrzny

Londyn Zewnętrzny składa się z następujących dzielnic:
- Barking and Dagenham
- Barnet
- Bexley
- Brent
- Bromley
- Croydon
- Ealing
- Enfield
- Haringey
- Harrow
- Havering
- Hillingdon
- Hounslow
- Kingston upon Thames
- Merton
- Newham
- Redbridge
- Richmond upon Thames
- Sutton
- Waltham Forest